# Summer Lake (Oregon)
Der Summer Lake ist ein flacher, abflussloser See im Lake County im US-Bundesstaat Oregon, der als Natronsee klassifiziert wird. Er ist also zugleich besonders alkalisch wie salzhaltig. Er ähnelt weit überwiegend eher einer Marsch als einem See. Nur bei hohem Wasserstand besitzt der See eine Oberfläche von 153 km2, dabei ist er 24 km lang und 8 km breit. Die maximale Tiefe kann dann bis zu 2,1 m betragen. Die mittlere Wasseroberfläche liegt auf einer Höhe von 1265 m.
Der See liegt im nach ihm benannten Summer Lake Basin, einem der vielen Gräben des Großen Beckens in der Basin-and-Range-Region. Er bildet den westlichsten Teil dieses Grabens, unmittelbar angrenzend steigt die Winter Ridge, einer der Horste, um beinahe 900 Höhenmeter auf. Der Höhenunterschied entstand durch eine Abschiebung an einem Dehnungsbruch bei der Entstehung der Basin and Range-Provinz.
Der einzige Zufluss des Sees ist der 11 km lange Ana River, der durch Quellen mit stark schwankender Schüttung am Hang der Winter Ridge gespeist wird und von Nord-Westen in den See mündet. Außerdem sammelt der See den Oberflächenabfluss seiner unmittelbaren Umgebung.
Der See liegt im historischen Streifgebiet der Paiute-Indianer. Als erster Weißer sah ihn im Dezember 1843 John Charles Fremont. Er kam auf einer Kartierungs-Expedition von Westen her auf einen Bergrücken und sah hinab in die Ebene. Der Kontrast zwischen den kalten, verschneiten Bergen und dem in der Sonne funkelnden See in der ebenen Halbwüste veranlasste ihn, den Bergrücken Winter Range und den See Summer Lake zu benennen.
Summer Lake und der nahe gelegene Albert Lake sind die einzigen, noch Wasser führenden Überreste des prähistorischen Lake Chewaucan, der im Pleistozän am Ende der letzten Eiszeit große Teile des zentralen Oregons bedeckte. Um den See befindet sich Sumpfgebiet mit zahlreichen Vogelarten und anderen Wildtieren. In den Paisley-Höhlen südöstlich des Sees in seinem Becken wurden 14.300 Jahre alte menschliche Überreste gefunden, die zu den wichtigsten Belegen für die Anfänge der Besiedlung Amerikas gehören.